# Leichtathletik-Europameisterschaften 1934/Hochsprung der Männer

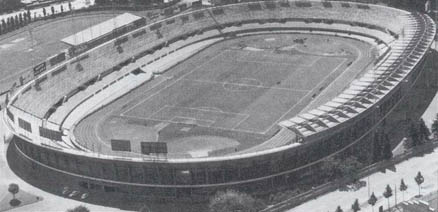
Turiner Olympiastadion – damalige Bezeichnung
Stadio Benito Mussolini

Der Hochsprung der Männer bei den Leichtathletik-Europameisterschaften 1934 wurde am 7. September 1934 im Turiner Stadio Benito Mussolini ausgetragen.
Mit Gold und Bronze gab es zwei Medaillen für Finnland. Europameister wurde Kalevi Kotkas, der vor dem Norweger Birger Halvorsen gewann. Bronze ging an Veikko Peräsalo.

## Rekorde

### Bestehende Rekorde
| Weltrekord           | 2,06 m                                              | Walter Marty                                        | Palo Alto, USA                                      | 28. April 1934                                      |
| Europarekord         | 2,01 m                                              | Kalevi Kotkas                                       | Rio de Janeiro, Brasilien                           | 7. März 1934                                        |
| Meisterschaftsrekord | Einen Europameisterschaftsrekord gab es noch nicht. | Einen Europameisterschaftsrekord gab es noch nicht. | Einen Europameisterschaftsrekord gab es noch nicht. | Einen Europameisterschaftsrekord gab es noch nicht. |

### Rekordverbesserungen
Im Wettbewerb am 8. September wurde ein erster Europameisterschaftsrekord aufgestellt. Darüber hinaus gab es einen neuen Landesrekord.
- Europameisterschaftsrekord:
  - 2,00 m (erster EM-Rekord) – Kalevi Kotkas (Finnland)
- Landesrekord:
  - 1,97 m – Birger Halvorsen (Norwegen)

## Durchführung
Das Teilnehmerfeld beschränkte sich auf neun Athleten. So traten die Springer ohne vorherige Qualifikationen zum Finale an.

## Legende
Kurze Übersicht zur Bedeutung der Symbolik – so üblicherweise auch in sonstigen Veröffentlichungen verwendet:
| – | verzichtet   |
| o | übersprungen |
| x | ungültig     |

Anmerkung:
Nicht deutlich wird, wieso die Athleten auf den Rängen fünf und sechs bzw. neun und zehn nicht jeweils gleichplatziert sind, denn ihre Versuchsreihen sind jeweils komplett identisch.

## Finale

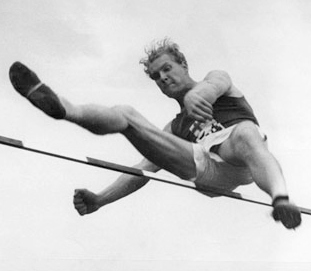
Kalevi Kotkas wurde Europameister mit dem einzigen 2-Meter-Sprung dieser Konkurrenz

8. September 1934
| Platz | Name                   | Nation             | 1,60 m | 1,70 m | 1,80 m | 1,85 m | 1,90 m | 1,94 m | 1,97 m | 2,00 m | Höhe   | Anmerkung |
| ----- | ---------------------- | ------------------ | ------ | ------ | ------ | ------ | ------ | ------ | ------ | ------ | ------ | --------- |
| 1     | Kalevi Kotkas          | Finnland           | –      | –      | –      | –      | xo     | o      | xo     | xo     | 2,00 m | CR        |
| 2     | Birger Halvorsen       | Norwegen           | –      | –      | –      | –      | o      | o      | o      | xxx    | 1,97 m | NR        |
| 3     | Veikko Peräsalo        | Finnland           | –      | –      | –      | –      | o      | xxo    | o      | xxx    | 1,97 m |           |
| 4     | Gustav Weinkötz        | Deutsches Reich    | –      | –      | –      | –      | o      | o      | xxx    |        | 1,94 m |           |
| 5     | Wilhelm Ladewig        | Deutsches Reich    | –      | –      | –      | o      | xxx    |        |        |        | 1,85 m |           |
| 6     | Renato Dotti           | Königreich Italien | –      | –      | –      | o      | xxx    |        |        |        | 1,85 m |           |
| 7     | Vladas Komaras         | Litauen            | –      | –      | xo     | xxx    |        |        |        |        | 1,80 m |           |
| 8     | Ingvard Andersen       | Dänemark           | ?      | o      | xxx    |        |        |        |        |        | 1,70 m |           |
| 9     | Edgardo Degli Espositi | Königreich Italien | ?      | o      | xxx    |        |        |        |        |        | 1,70 m |           |